# Othmar de Saint-Gall
Ne doit pas être confondu avec Audomar de Thérouanne.
Saint Othmar (ou Otmar, voir Audomar, homonyme alors avec saint Omer de Thérouanne, né dans la même région) est un moine du VIIIe siècle, considéré comme le second fondateur de l'abbaye de Saint-Gall, mort le 16 novembre 759.
Chargé par le seigneur local de réformer et prendre en charge les ermites issus de la première fondation monastique (faite par saint Gall), il organise et bâtit un monastère autour de la règle de saint Benoît. Il installe une léproserie pour les malades et un refuge pour les pauvres. L'abbaye, richement dotée se développe mais attire la jalousie de seigneurs puissants qui réussissent à faire accuser faussement le moine et le faire exiler sur une ile du Rhin où il meurt.
Son culte se développe rapidement et des miracles lui sont attribués. Il est officiellement reconnu comme « saint » en 864, et son culte s'étend en Suisse et en Allemagne. Sa mémoire est célébrée le 16 novembre.

## Historique

### Sources hagiographiques
Sa Vie a été rédigée vers 830 par Gozbert le Jeune (abbé de Saint-Gall de 816 à 837). À la demande même de celui-ci, elle fut réécrite peu après par Walafrid Strabon (également auteur d'une Vie de saint Gall). Le moine Iso, écolâtre de l'abbaye dans les années 860, écrivit encore deux opuscules sur Othmar au moment de sa canonisation en 864.

### Biographie
Othmar appartenait à la nation des Alamans. Tout jeune, il fut conduit par son frère à Coire et placé au service de Victor, comte de Rhétie. Il y resta assez longtemps et y acquit de l'instruction. Il fut ensuite ordonné prêtre et se vit confier une paroisse dédiée à saint Florin,.
Sa réputation s'étant répandue, un seigneur de Thurgovie nommé Waltramme décida de lui confier l'ancien ermitage de saint Gall, qui se trouvait alors sur ses terres (au bord de la rivière Steinach qui se jette dans le lac de Constance). Autour de la cella du saint et de sa tombe vivaient quelques ermites ; Othmar y organisa un vrai monastère suivant la règle de saint Benoît. Son installation dans les lieux se situe en 720 d'après la Chronique d'Hermann Contract. Dans sa Vie de saint Gall, Walafrid Strabon affirme que Charles Martel prit le monastère sous sa protection et le dota richement ; dans la Vie de saint Othmar, il raconte que Waltramme se rendit auprès du roi Pépin le Bref, lui abandonna la propriété de l'endroit et le pria d'instituer par décret royal un monastère sous la pleine autorité d'Othmar. En fait, ce récit vise à présenter l'abbaye de Saint-Gall comme une fondation royale, indépendante dès l'origine des évêques de Constance,,.
L'établissement sous Othmar était sûrement très modeste, car tout fut reconstruit au début du siècle suivant, et l'extension du domaine monastique est bien postérieure.
La Vie se contente de raconter quelques anecdotes illustrant la grande charité et humilité d'Othmar. Il ne voyageait que sur le dos d'une mule. Il fonda près du monastère un refuge pour les pauvres et une léproserie, et s'occupait lui-même des soins à prodiguer aux malades, sortant du monastère même de nuit pour ce faire et nettoyant de ses propres mains les plaies des lépreux,. Quand il voyait un pauvre grelotter, il se dépouillait de sa tunique pour l'en vêtir et rentrait au monastère couvert de sa seule coule,. Il se rendit un jour avec quelques moines chez le roi Pépin, qui le gratifia, entre autres bienfaits, de soixante-dix livres d'argent ; il ne fut pas plus tôt sorti du palais qu'il se mit à distribuer l'argent aux pauvres, et il fallut les remontrances de ses compagnons pour qu'il en conserve quelques pièces jusqu'à l'arrivée au monastère, avec lesquelles il acheta un terrain situé à proximité.

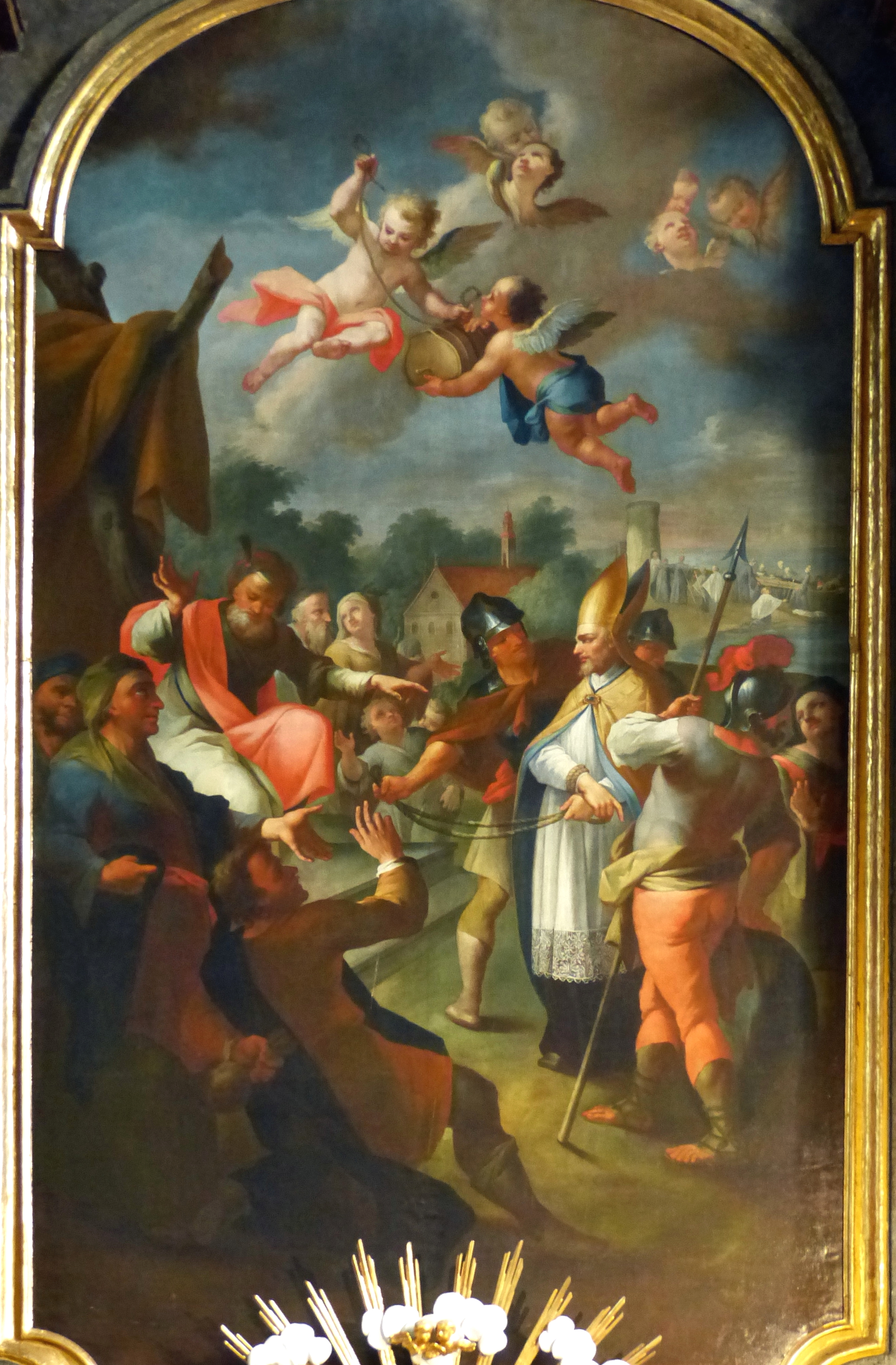
Le martyre de saint Othmar, église Saint-Othmar à Mödling (Autriche).

Mais sa carrière se termina dans des épreuves. La province des Alamans était alors confiée à deux comtes francs nommés Warin et Ruthard (après le massacre de Cannstatt en 746) ; ils se livraient à des abus, y compris contre les établissements ecclésiastiques. Othmar se rendit pour s'en plaindre auprès du roi Pépin, qui, selon la Vie, ordonna aux deux comtes de restituer ce dont ils s'étaient emparés. Mais ceux-ci ne tinrent aucun compte des ordres royaux. Comme Othmar voulait retourner auprès du roi, ils le firent intercepter par des soldats et ramener enchaîné. D'autre part, ils s'assurèrent la complicité d'un moine nommé Lambert, qui accusa l'abbé d'avoir violé une femme. Un procès fut organisé. Othmar fut ensuite enfermé dans le château de Bodman et y passa plusieurs jours sans aucune nourriture. Un moine du nom de Peragosus (ou Patgozus) trouva finalement le moyen de lui en faire parvenir de nuit. Ensuite un noble nommé Gozbert obtint des deux comtes que le prisonnier lui fût confié ; il l'installa sur l'île de Werd (à l'extrémité de l'Untersee, près de Stein am Rhein), où le saint mourut peu de temps après dans la solitude,.

### Notoriété et culte

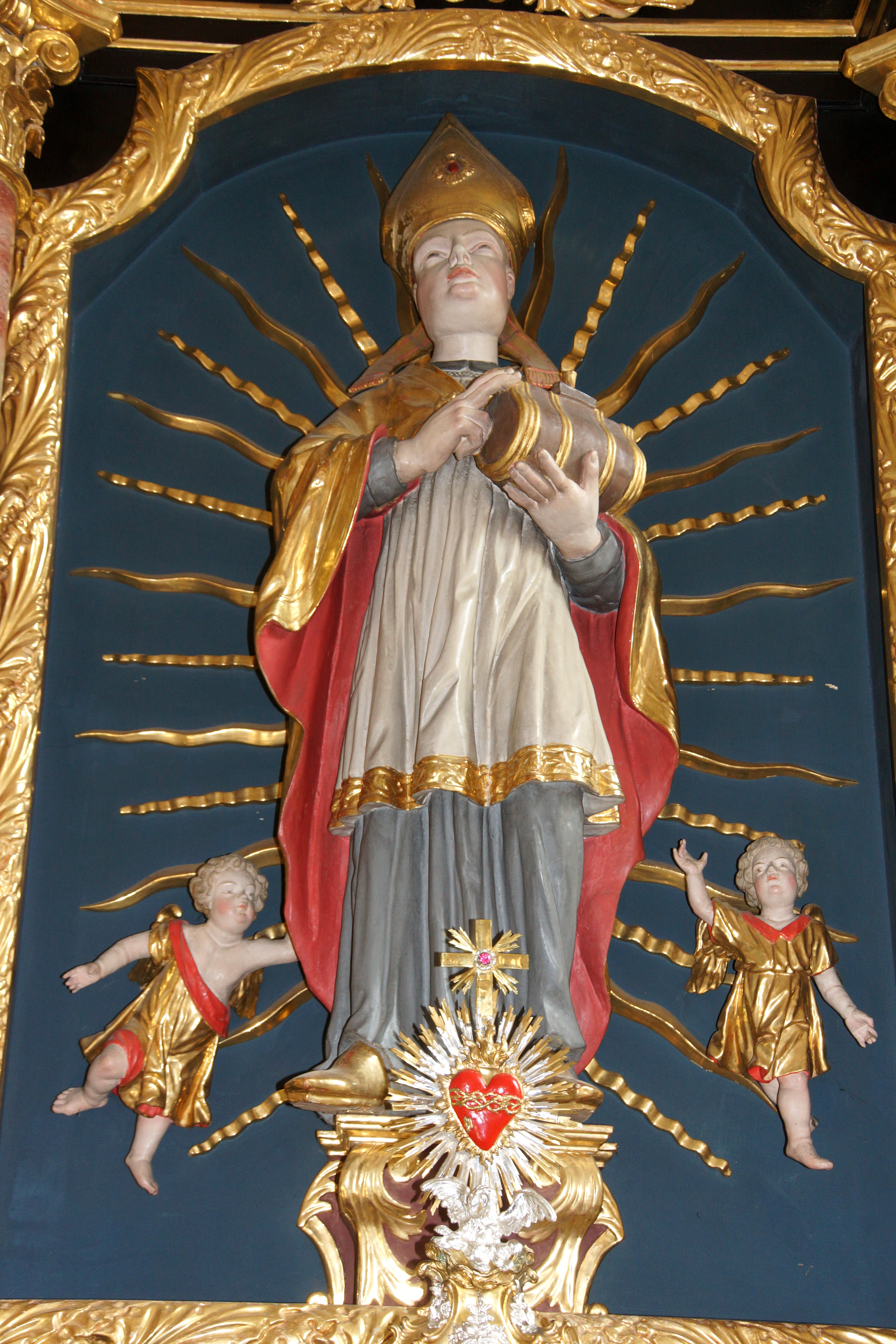
Statue de saint Othmar, dans une église de Kinding (Bavière).

Dix ans plus tard, des moines de Saint-Gall se rendirent sur l'île pour récupérer la dépouille mortelle. Ayant ouvert la tombe, ils trouvèrent le corps intact, excepté l'extrémité d'un pied. Comme ils retraversaient le lac de Constance avec la relique, une tempête violente se leva, mais aucune goutte d'eau n'atteignit le bateau, si bien que même les cierges qu'ils avaient allumés autour du corps gardèrent leur flamme. Ils s'arrêtèrent un moment, fatigués d'avoir ramé, et voulurent se désaltérer, n'ayant avec eux qu'un tout petit flacon de vin ; miraculeusement, ils en purent tirer assez pour étancher la soif de tout le monde. À l'arrivée, le saint fut enseveli dans l'église du monastère, et le tombeau ne tarda pas à devenir un lieu de miracles. Toujours selon la Vie, quand l'ancienne église fut démolie pour laisser place à un nouvel édifice (sous l'abbatiat de Gozbert le Jeune), les ouvriers abattirent les murs sans s'occuper du sépulcre, mais celui-ci resta miraculeusement intact.
Othmar fut officiellement déclarée saint en 864 par Salomon Ier, évêque de Constance, et une chapelle fut alors construite pour abriter ses reliques. Une église de la ville de Saint-Gall lui est dédiée,.
L'abbé est vénéré comme saint patron de 84 églises. De nombreuses copies de sa vie et d'importantes représentations artistiques sont toujours conservées. En tant que deuxième fondateur de l'abbaye de Saint-Gall, avec saint Gall lui-même, il est vénéré comme patron de l'ancienne abbaye et de l'actuel diocèse. Sa fête est célébrée le 16 novembre. Il est également invoqué comme patron des malades (surtout des enfants), des calomniés et de l'Église du silence.
Il est représenté dans l'iconographie avec une mitre et une crosse d'abbé mitré (insignes anachroniques), et un tonnelet qui rappelle le miracle du vin pendant la traversée du lac.

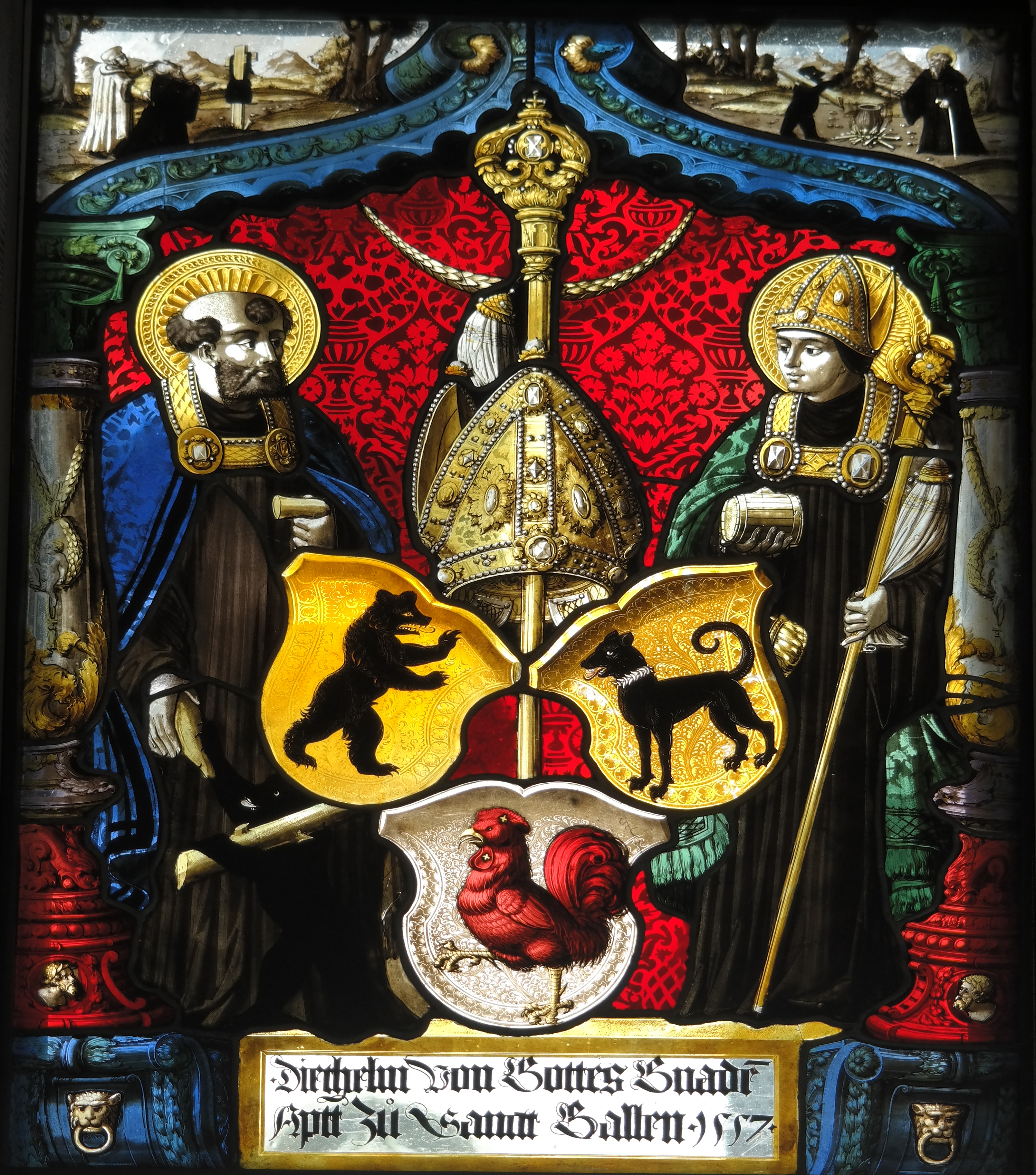
Les armoiries de l'abbaye princière de Saint-Gall dans le cloître du monastère de Muri. Saint Gall et saint Otmar sont représentés face à face.
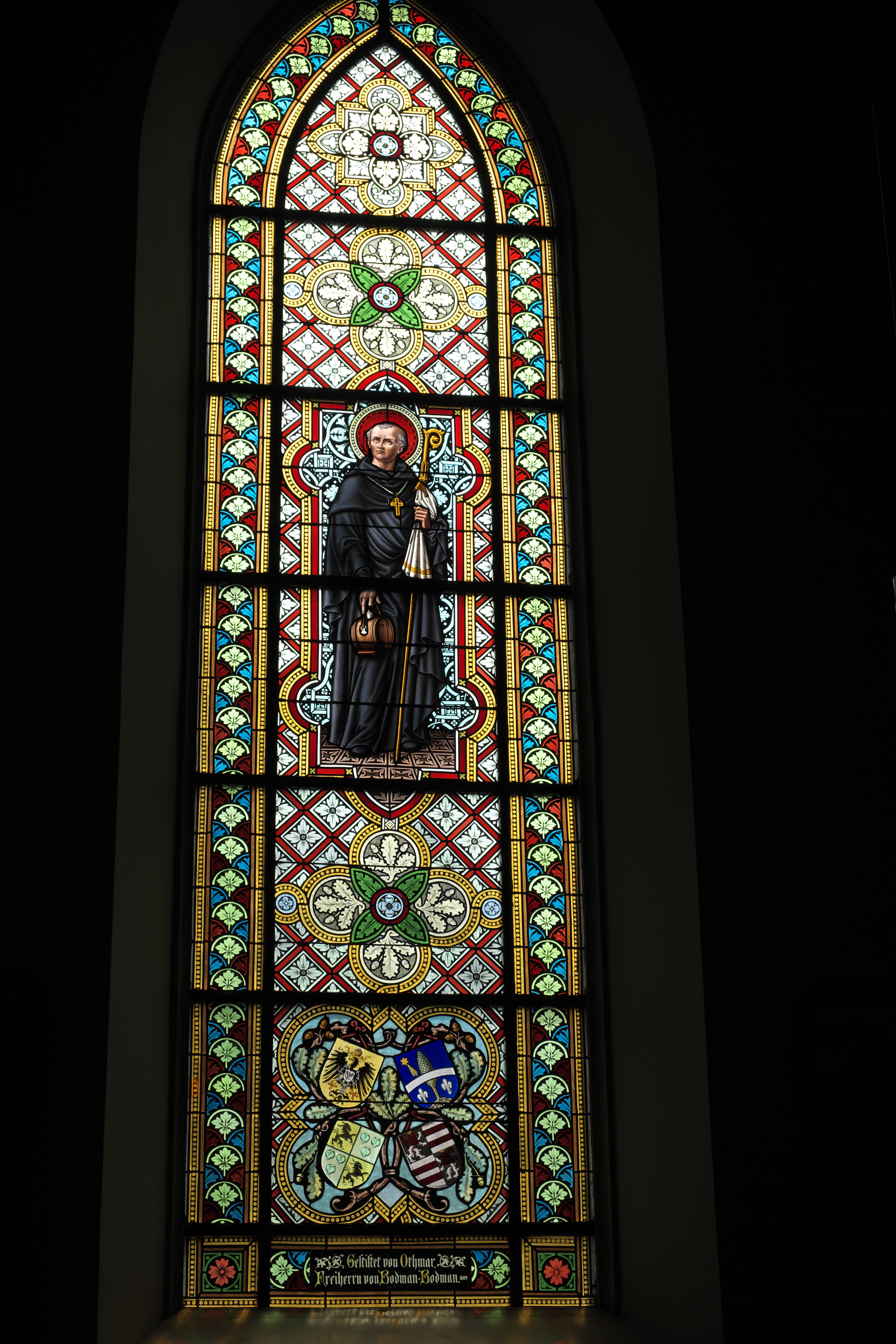
Vitrail représentant saint Otmar dans l'église de Bodman-Ludwigshafen (Allemagne)
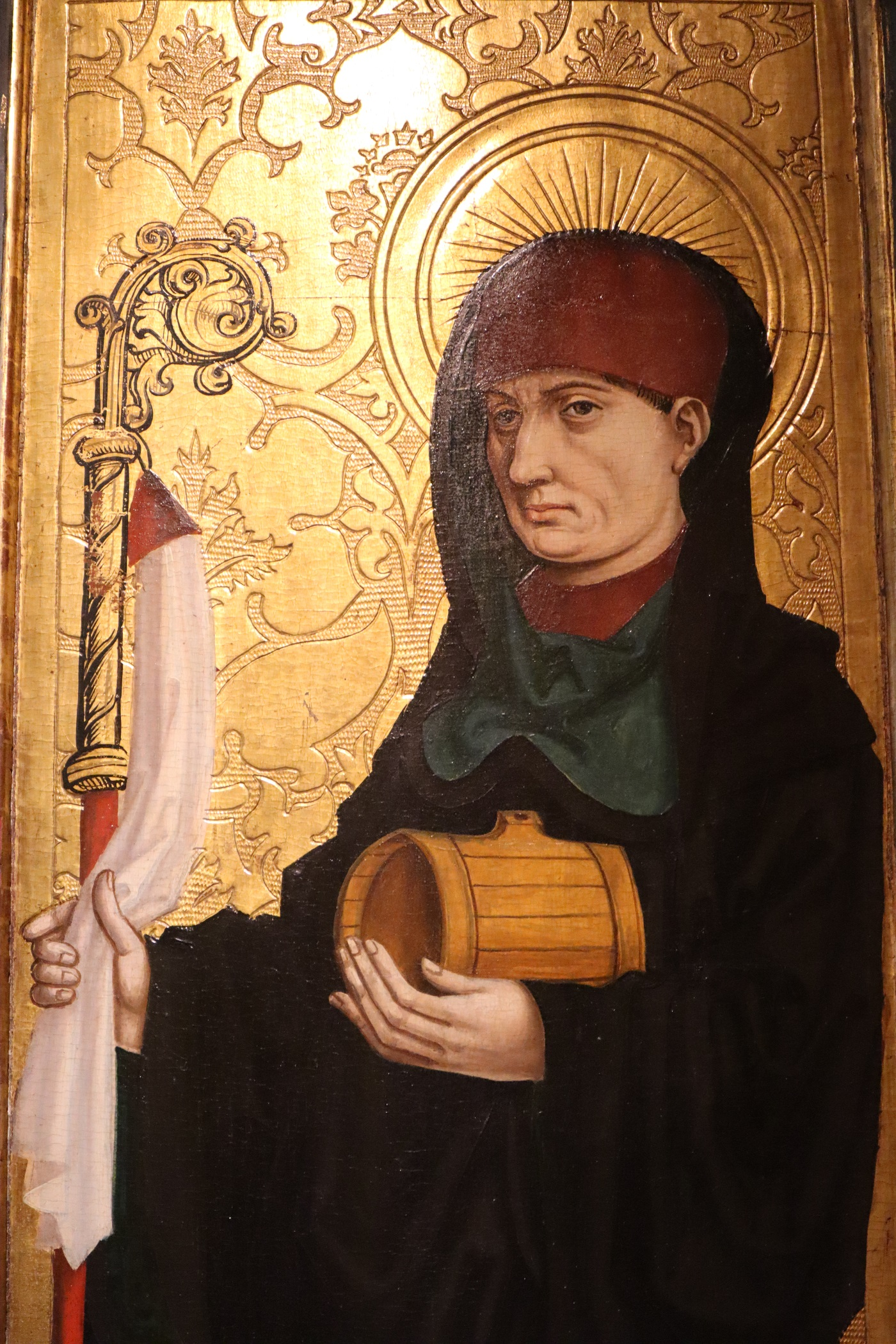
Saint Othmar, peinture de la fin du XVe siècle, musée des Beaux-Arts de Dijon.
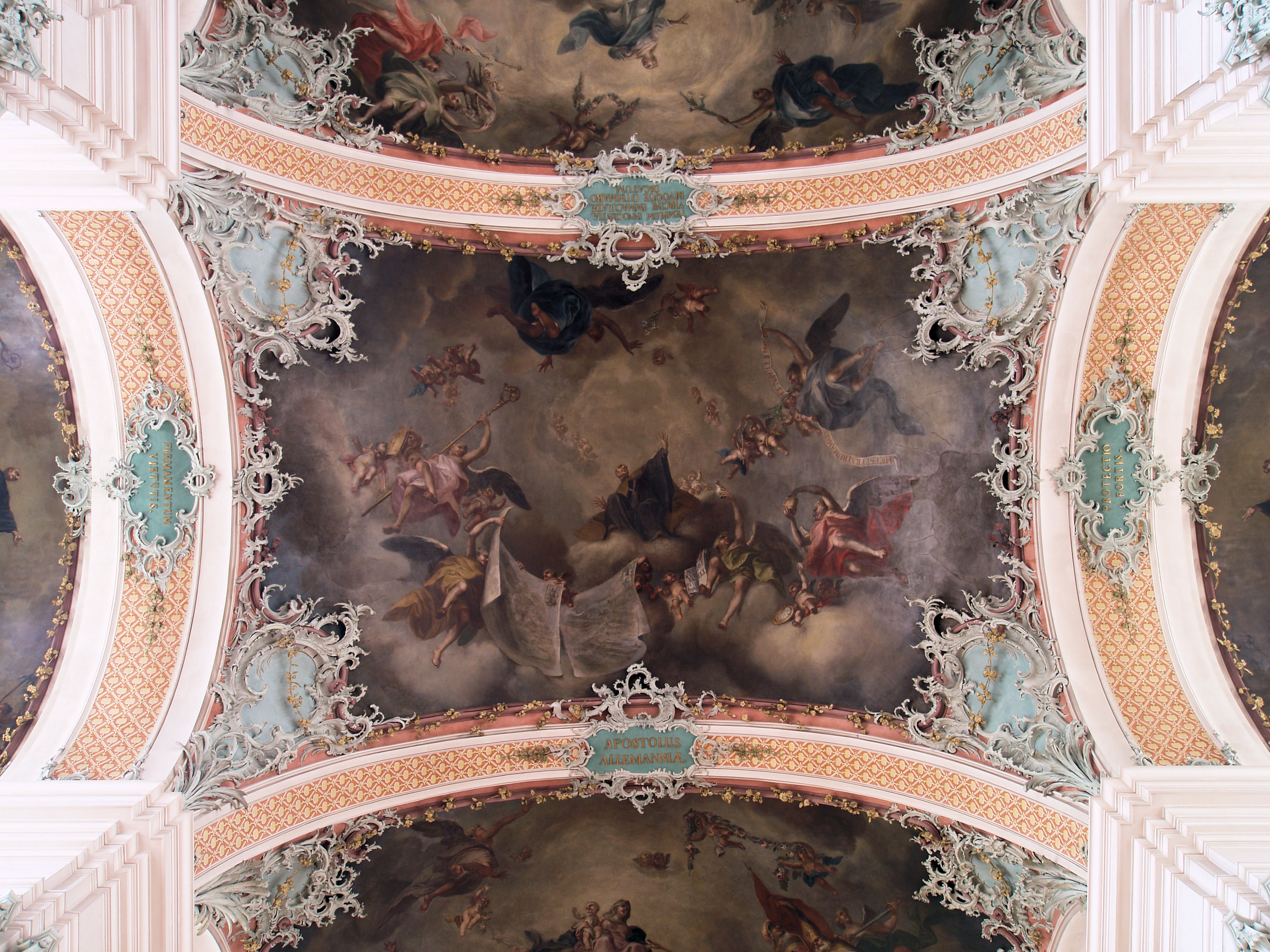
La Glorification de Saint-Otmar, plafond de la nef de la collégiale Saint-Gall.